# Gli aquiloni
Gli aquiloni (Les cerfs-volants) è un romanzo di Romain Gary, pubblicato in Francia nel 1980 e in Italia nel 2017 da Neri Pozza Editore. È stato l'ultimo romanzo pubblicato dallo scrittore, che nello stesso anno si suicidò.
La storia è ambientata a Cléry in Normandia negli anni Trenta e Quaranta del ventesimo secolo, fra le prime avvisaglie del nazismo e lo sbarco delle forze alleate. Il protagonista è Ludo Fleury, orfano ipermnesico nipote di Ambrose Fleury, postino e creatore di aquiloni. A dieci anni Ludo incontra brevemente per la prima volta Lila Bronicka, discendente di una famiglia dell'antica nobiltà polacca, che vive ai confini con la Prussia nel corridoio di Danzica e passa le estati in Normandia. Per i successivi quattro anni aspetta il suo ritorno. Quando Lila riappare Ludo viene presentato a tutta la famiglia: a Tad,  fratello di Lila dalle idee precocemente marxiste, Bruno, fratello adottivo pacifista e studente di pianoforte e Hans von Schwede, cugino tedesco iscritto all'accademia militare che fin dal primo incontro sfida Ludo a duello in qualità di amante di Lila.
Per varie estati Ludo lavora come segretario del padre di Lila, che spera di sfruttare le sue prodigiose capacità di calcolo per scoprire schemi da applicare nel gioco d'azzardo oppure in borsa. Nel 1939 si reca in visita a casa di Lila e ne riparte pochissimi giorni prima dell'invasione della Polonia da parte dei tedeschi. Nel tentativo infruttuoso di scoprire che cosa sia successo a Lila, soggiorna per vari mesi a Parigi ospitato da Julie Espinoza, ebrea ex tenutaria di bordelli che sta avviando un misterioso piano per salvarsi dalle deportazioni.
Tornato a casa, viene giudicato inidoneo al servizio militare a causa di un disturbo cardiaco e della fama di visionario ed entra nella resistenza francese. Lavora anche nel rinomato ristorante di Cléry, il Clos Joli gestito dallo chef Marcellin Duprat, che a poco a poco diventa sia una meta molto frequentata dagli alti ufficiali nazisti sia un appoggio per le attività della resistenza.
Dopo qualche anno Lila riappare a Cléry al braccio dello zio di Hans, il generale della Wehrmacht Gregor von Tiele, e accompagnata anche da Hans. Una volta sola con Ludo, Lila gli racconta di come sia stata costretta a diventare l'amante di vari personaggi per poter salvare se stessa e i genitori. Riappare anche Julie Espinoza trasformata nella ricchissima e fittizia contessa Estherazy, il cui salotto è frequentato da tutti gli alti papaveri nazisti, che inizia a trasmettere a Ludo informazioni da far pervenire alla Resistenza e all'esercito alleato. 
All'improvviso Ludo viene contattato dal generale, che gli racconta di un  attentato fallito a Hitler orchestrato da Lila e chiede di nascondere Hans, prima di suicidarsi. Ludo, nonostante vari tentativi, non riesce a esfiltrare Hans, che si suicida a sua volta, ma con l'aiuto di Julia Espinoza riesce a salvare Lila, che aveva iniziato a prostituirsi.
Il racconto si chiude con l'arrivo degli alleati, con il matrimonio di Ludo e Lila e con il ritorno a casa di Ambrose, che dopo il rastrellamento del Velodromo d'Inverno si era dedicato a salvare quanti più ebrei possibile a Le Chambon-sur-Lignon ed era stato poi deportato.

## Analisi
Il romanzo è denso di temi cari all'autore, quali l'idealismo che resiste a tutto, la perdita dell'innocenza e il fatto che anche le scelte apparentemente meno significative possano avere un alto valore morale.

## Opere derivate
Dal romanzo sono stati tratti due adattamenti televisivi: una miniserie franco-canadese in quattro puntate nel 1984 e un film per le televisione nel 2007 diretto da Jérôme Cornuau con Tchéky Karyo nel ruolo di Ambrose e Marc-André Grondin in quello di Ludo.